# Кфар-Аза
Кфар-Аза (ивр. כְּפַר עַזַּה‎; иногда Кфар-Газа) — израильский кибуц, расположенный на юге Израиля между Нетивотом и Сдеротом, примерно в пяти километрах к востоку от Газы, он находится под юрисдикцией регионального совета Шаар-ха-Негев и принадлежит к объединённому кибуцному движению.

## История
Кибуц был основан в августе 1951 года еврейскими иммигрантами и беженцами из Египта и марокканского города Танжер, прошедшими обучение в Эйн-Хароде, Айелет-ха-Шахаре, а затем в Афикиме. В 1955 году кибуц был временно заброшен, но в январе 1957 года вновь населён группой переселенцев из других областей Израиля.
В мае 2008 года один из членов кибуца был убит из гранатомета, что привело к отъезду многих членов кибуца, а Шай Хармеш назвал это «крахом кибуца».

### Резня в Кфар-Азе
7 октября 2023 года, на праздник Симхат Тора, ХАМАС (и другие палестинские террористические группировки)  вторглись в Израиль из сектора Газа. В ходе вторжения не менее 70 боевиков напали на кибуц, убив 53 человека; не менее 7 жителей были захвачены в заложники и ещё 13 числятся пропавшими без вести. Нападение отличалось крайней жестокостью, включая убийство и сожжение младенцев
.
10 октября, после того как израильские военные вернули кибуц под свой контроль, появились сообщения о массовых убийствах, обнаруженных повсюду, в том числе об обнаружении тел более 40 младенцев с перевёрнутыми кроватками и брошенными колясками. У некоторых детей были отрезаны головы.
Также были обнаружены трупы около 20 нападавших ХАМАСа, а также парапланы, используемые ХАМАС, и неразорвавшиеся ручные гранаты.

## Население
По данным Центрального статистического бюро Израиля, население на начало 2020 года составляло 720 человек.